# Rezerwat przyrody Dębina (województwo lubuskie)
Dębina – leśny rezerwat przyrody w województwie lubuskim, w powiecie gorzowskim, w gminie Kłodawa.
Celem ochrony jest zachowanie ze względów naukowych i dydaktycznych grądu środkowoeuropejskiego.
Drzewostan rezerwatu tworzy głównie dąb szypułkowy z domieszką buka zwyczajnego, grabu pospolitego, lipy drobnolistnej i sosny pospolitej. Do ciekawszych gatunków rosnących tu roślin należy żywiec bulwkowy i przylaszczka pospolita.
Obszar rezerwatu podlega ochronie czynnej.

## Podstawa prawna
Uznany Zarządzeniem Ministra Ochrony Środowiska, Zasobów Naturalnych i Leśnictwa z dnia 11 grudnia 1995 r. w sprawie uznania za rezerwat przyrody (M.P. z 1996 r. nr 2, poz. 26).

## Obszar rezerwatu
W skład rezerwatu wchodzi obszar położony w granicach administracyjnych powiatu gorzowskiego, gm. Kłodawa, obrębu ewidencyjnego m. Kłodawa o powierzchni 12,18 ha (dz. nr 86/6 – 1,96 ha, dz. nr 86/8 – 2,74 ha, dz. nr 87/4 – 1,69 ha, dz. nr 87/9 – 5,79 ha), w zarządzie Nadleśnictwa Kłodawa.